# Royal Air Force College Cranwell

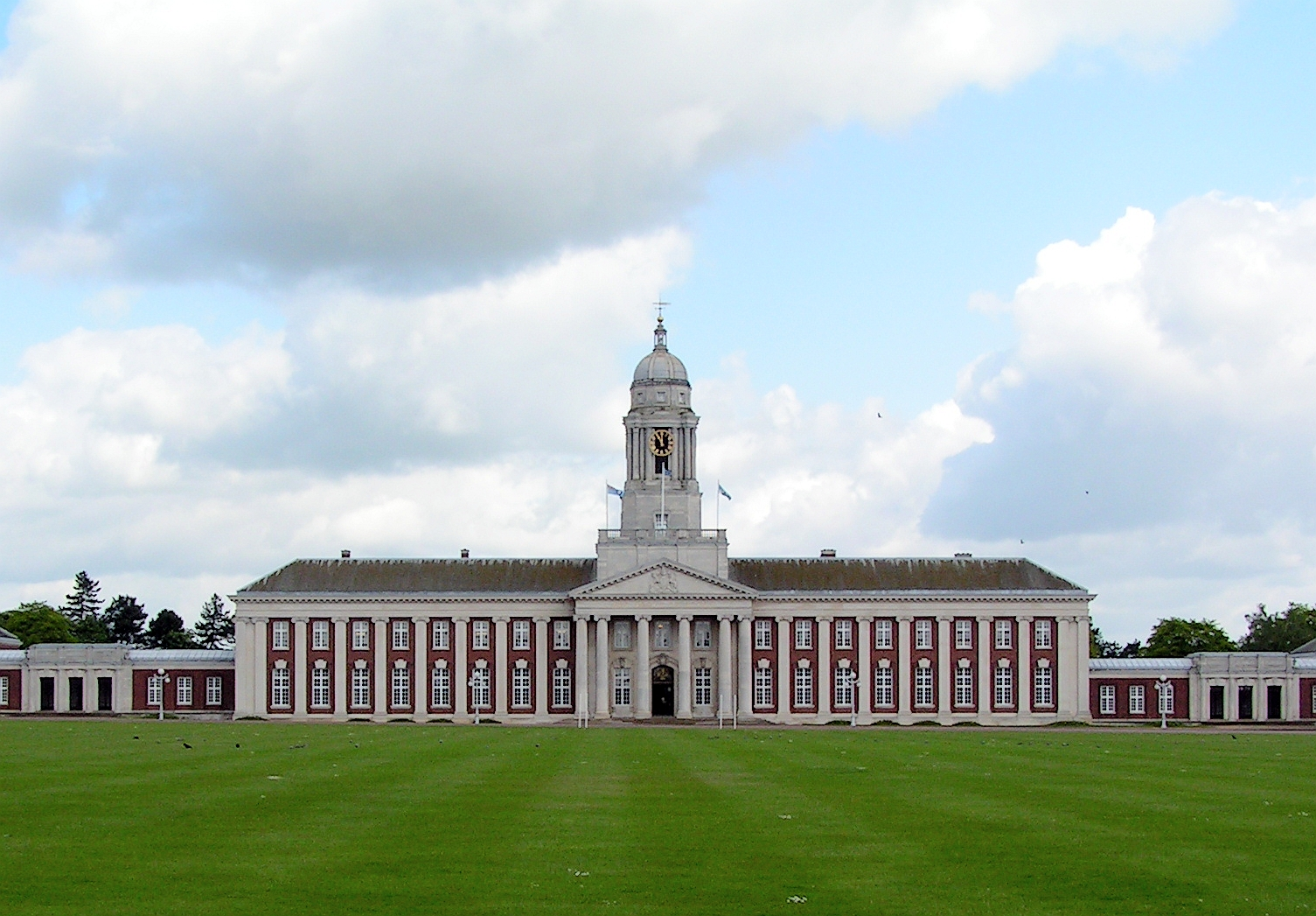
College Hall Officers’ Mess, Royal Air Force College Cranwell (2010)

Das Royal Air Force College (RAFC) ist die Offizierschule der britischen Luftstreitkräfte. Sie wurde 1920 gegründet und ist damit die weltweit älteste Einrichtung dieser Art. RAFC ist auf dem Militärflugplatz RAF Cranwell in Cranwell (Grafschaft Lincolnshire) gelegen.

## Geschichte
Das Royal Air Force College eröffnete am 5. Februar 1920 unter dem Kommandeur Air Commodore C.A.H. Longcroft. 1922 entschied man sich für die Errichtung der College Hall Officers’ Mess (CHOM), 1929 legte dann Lady Maud Hoare den Grundstein für den Bau. Im Herbst 1933 nutzten die ersten Kadetten CHOM. Am 11. Oktober 1934 eröffnete der Prince of Wales (Eduard VIII.) das Gebäude. Während des Zweiten Weltkriegs wurde die Offizierausbildung ausgesetzt, denn das Gelände – welches von Bombenangriffen verschont blieb – wurde für die Pilotenausbildung genutzt. RAFC ist seit den 1990er Jahren Mitglied der European Air Force Academies (EUAFA).

## College Hall Officers’ Mess
Im Gebäudeinneren befinden sich in der Rotunda u. a. Gemälde des Malers Norman Hepple, der HM Elisabeth II. und HRH Philip porträtierte. In der Founders Gallery sind weitere Persönlichkeiten zu sehen: Jan Christiaan Smuts, Lord Hugh Trenchard, Sir Charles Longcroft und Sir Winston Churchill. Für die Graduierung und ausgewählte Gedenk- und Aktionstage wird ein festliches Speisezimmer genutzt, in dem Bilder von Hugh Malcolm, Sir Frank Whittle und Sir Douglas Bader hängen. Das College hat eine der weltweit größten Luftwaffen-Bibliotheken mit einem kostbaren Bestand wie dem Schreibtisch von Sir Arthur Harris. Der zugehörige Lawrence Room ist nach T. E. Lawrence benannt, der der Einrichtung ein handkommentiertes Exemplar von Die sieben Säulen der Weisheit vermachte.               

## Absolventen
- Faisal bin Al Hussein, jordanischer Prinz
- Muqrin ibn Abd al-Aziz, saudi-arabischer Kronprinz
- Lord Malcolm Douglas-Hamilton, britischer Politiker (Scottish Conservatives)
- Sir Rolf Dudley-Williams, britischer Politiker (Conservative Party)
- Bandar ibn Sultan, saudi-arabischer Diplomat
- Rory Underwood, britischer Rugby-Spieler
- Sir Frank Whittle, britischer Erfinder

Weitere:
- Charles III., britischer Köning – Abschluss in Dartmouth
- William, Prince of Wales, britischer Prinz – Abschluss in Sandhurst